# Jezioro Oscaleta
Jezioro Oscaleta – jezioro w Stanach Zjednoczonych, w stanie Nowy Jork, w hrabstwie Westchester. Jego powierzchnia wynosi 66 akrów (0,27 km2), lustro wody położone jest 144 m n.p.m. Jezioro jest połączone kanałem z jeziorem Waccabuc oraz z jeziorem Rippowam.